# Liste des commandants de l'École navale
L'École navale est depuis 1975 généralement commandée par un contre-amiral.

## Commandants de l'école navale
(sur L'Orion)
- capitaine de vaisseau de Nourquer du Camper : 1827-1828
- capitaine de vaisseau Buchet de Châteauville : 1829-1830
- capitaine de vaisseau de Hell : 1830-1835
- capitaine de vaisseau de Bonnefoux : 1835-1839

(sur le Borda)
- capitaine de vaisseau Andréa de Nerciat : 1839-1843
- capitaine de vaisseau Le Predour : 1843-1846
- capitaine de vaisseau de Kersauzon de Pennendreff : 1846-1847
- capitaine de vaisseau Guérin : 1847-1849
- capitaine de vaisseau Jehenne : 1849-1852
- capitaine de vaisseau Degenes : 1852-1854
- capitaine de vaisseau Mallet : 1854-1856
- capitaine de vaisseau Barbet : 1856-1857
- capitaine de vaisseau Lacapelle : 1857-1860
- capitaine de vaisseau Longueville : 1860-1862
- capitaine de vaisseau Noury : 1862-1864

(sur le Borda, ex-Valmy)
- capitaine de vaisseau de Cornulier-Lucinière : 1864-1866
- capitaine de vaisseau Thomasset : 1866-1868
- capitaine de vaisseau Garnault : 1868-1870
- capitaine de vaisseau Buret : 1870-1872
- capitaine de vaisseau Foullioy : 1872-1874
- capitaine de vaisseau Poidloüe : 1874-1875
- capitaine de vaisseau Halna du Fretay : 1875-1877
- capitaine de vaisseau Guépratte : 1877-1879
- capitaine de vaisseau Bories : 1879-1881
- capitaine de vaisseau Gustave Besnard : du 1er septembre au 16 novembre 1881[1]
- capitaine de vaisseau Devarenne : 1881-1883
- capitaine de vaisseau Louis Caubet : 1883-1885
- capitaine de vaisseau Sallandrouze de Lamornais : 1885-1887
- capitaine de vaisseau Édouard Barrera : 1887-1889

(sur le Borda, ex-L'Intrépide)
- capitaine de vaisseau de Courthille : 1889-1891
- capitaine de vaisseau Aubry de la Noë : 1891-1893
- capitaine de vaisseau Le Garrec : 1893-1895
- capitaine de vaisseau de Bernardières : 1895-1897
- capitaine de vaisseau de la Jonchère : 1897-1899
- capitaine de vaisseau Arago : 1899-1901
- capitaine de vaisseau Noël : 1901-1903
- capitaine de vaisseau Richard-Foy : 1903-1905
- capitaine de vaisseau Perrin : 1905-1907
- capitaine de vaisseau Rouyer : 1907-1909
- capitaine de vaisseau de Gueydon : 1909-1911
- capitaine de vaisseau Bô : 1911-1913

(sur le Duguay-Trouin)
- capitaine de vaisseau Jean Merveilleux du Vignaux : 1913-1914

(à Laninon)
- capitaine de vaisseau Grout : 1914-1917
- capitaine de vaisseau Latourette : 1917-1918
- capitaine de vaisseau Bouis : 1818-1920
- capitaine de vaisseau Petit : 1920-1922
- capitaine de vaisseau Nielly : 1922-1924
- capitaine de vaisseau O'Neill : 1924-1926
- capitaine de vaisseau Charles-Jérôme Drujon : 1926-1928
- capitaine de vaisseau Roman : 1928-1930
- capitaine de vaisseau Devin : 1930-1932
- capitaine de vaisseau Kerdudo : 1932-1934

(à Saint-Pierre Quilbignon)
- capitaine de vaisseau Ven : 1934-1937
- capitaine de vaisseau Barnouin : 1937-1940

(à Toulon-Clairac)
- capitaine de frégate Jean Baptiste Lacaille-Desse : 1941-1944

(à Alger)
- capitaine de vaisseau Adam: 1942
- capitaine de vaisseau Pinel : 1943

(à Casablanca)
- capitaine de vaisseau Deramond : 1943
- capitaine de vaisseau Tranier : 1943-1944

(en Angleterre - FNFL)
- capitaine de frégate Gayral : 1940-1941
- capitaine de corvette Recher : 1941-1943
- capitaine de vaisseau Deméocq : 1943

(à Lanvéoc-Poulmic)
- capitaine de vaisseau Georges Cabanier : 1945-1947
- capitaine de vaisseau Bertrand Geli : 1947-1949
- capitaine de vaisseau René Châtellier : 1949-1951
- capitaine de vaisseau O'Neil : 1951-1953
- capitaine de vaisseau Jacques Delort-Laval : 1953-1955
- capitaine de vaisseau Charles Edward Lahaye : 1955-1957
- capitaine de vaisseau Bernard Dufay : 1957-1959
- capitaine de vaisseau Georges Cagger : 1959-1961
- capitaine de vaisseau Pierre Iehle : 1961-1963
- capitaine de vaisseau Yves Bourdais : 1963-1965
- capitaine de vaisseau Albert Joire-Noulens : 1965-1967
- capitaine de vaisseau Jean Sabbagh : 1967-1969
- capitaine de vaisseau Paul de Bigault de Cazanove : 1969-1972
- capitaine de vaisseau Yves Dyèvre : 1972-1975
- contre-amiral Chaperon : 1975-1978
- contre-amiral Denis : 1978-1981
- vice-amiral Louis Fuzeau : 1981-1984
- contre-amiral Christian Jammayrac : 1984-1986
- contre-amiral Francis Orsini : 1986-1989
- contre-amiral Hubert Foillard : 1989-1992
- contre-amiral André Le Berre : 1992-1995
- contre-amiral Michel Olhagaray : 1995-1998
- contre-amiral Hubert Pinon : 1998-2001[2]
- contre-amiral Jean-Marie Van Huffel : 2001-2003
- contre-amiral Pierre de Roquefeuil : 2003-2006
- contre-amiral Pierre Soudan : 2006-2009
- contre-amiral Marc de Briançon : 2009-2012
- contre-amiral Philippe Hello : 2012-2015
- contre-amiral Benoît Lugan : 2015-2017
- capitaine de vaisseau Eric Pagès (contre-amiral depuis juin 2018) : 2017-2020
- contre-amiral Benoît Baudonnière : 2020-2023
- vice-amiral Laurent Hemmer : 2023-

## Sources
- Espace Traditions de l'École navale